# Centro de Perícias Científicas Renato Chaves
O Centro de Perícias Científicas Renato Chaves, comumente conhecida como Renato Chaves, é uma autarquia de perícia Técnico-Científica do Estado do Pará. Tem como função coordenar as atividades desenvolvidas pelas perícias criminais do estado através dos seus respectivos órgãos. É desvinculado da Polícia Civil do Estado do Pará.
O Renato Chaves é subordinado diretamente à Secretaria de Segurança Pública e trabalha em estreita cooperação com as demais polícias estaduais.
O CPC do Pará é composto por dois institutos internos, com funcionalidades administrativas de diretorias:
- Instituto de Criminalística (IC)
- Instituto Médico-Legal (IML)